# Peter Ebdon
Peter Ebdon (ur. 27 sierpnia 1970 w Kettering) – angielski snookerzysta, mistrz świata z 2002 roku. Dwukrotnie zajął trzecie miejsce na światowej liście rankingowej, w rankingu 2008/2009 uplasował się na pozycji 9. W gronie zawodowych graczy znajduje się od roku 1991. Zwycięzca 9 turniejów rankingowych oraz trzech nierankingowych. Zdobywca dwóch turniejowych breaków maksymalnych. Plasuje się na 21. miejscu pod względem zdobytych setek w profesjonalnych turniejach, ma ich łącznie 377.
30 kwietnia 2020 roku ogłosił zakończenie profesjonalnej kariery.

## Kariera snookerowa

### Udział w turniejach snookerowych z podziałem na lata
Aby zobaczyć wyniki Ebdona w Mistrzostwach świata w snookerze, zobacz sekcję →Udział w Mistrzostwach świata.

#### Początki kariery zawodowej – lata 1991–1994
Siedem lat po rozpoczęciu trenowania snookera, w 1991, Peter Ebdon rozpoczął grę zawodową, poświęcając swoją naukę na studiach. Seria sukcesów sprawiła, że w stosunkowo krótkim czasie znalazł się w gronie dobrych graczy w snookera. Do sukcesów tych zalicza się zwycięstwo w Grand Prix w 1993.
Wcześniej, w 1992 Ebdon zakwalifikował się do Mistrzostw świata, gdzie doszedł do ćwierćfinałów. W tym samym roku jego mecze obfitowały w wysokie breaki, to właśnie w tamtym roku zdobył oba maksymalne breaki.

#### Sezon 1994/1995
W sezonie 1994/1995 Peter Ebdon nie wygrał żadnego turnieju rankingowego. Jego największym osiągnięciem było drugie miejsce w turnieju Dubai Classic w 1994; w finale przegrał z Alanem McManusem wynikiem 6:9.
W Grand Prix w 1994 Ebdon doszedł do trzeciej rundy, a w UK Championship aż do półfinałów, ulegając tam Stephenowi Hendremu 8:9. Występ Ebdona, zaliczany do najsłabszych miał miejsce na European Open, przegrywając 3:5 z Dave’em Haroldem swój pierwszy mecz w pierwszej rundzie.
W turnieju Welsh Open Ebdon doszedł do półfinałów, przegrywając ze Steve’em Davisem 3:6. Ten sam zawodnik wyeliminował go 5:2 w trzeciej rundzie w następnym turnieju, International Open. W Thailand Open Ebdon odpadł w ćwierćfinałach, ponosząc porażkę z Ronnie O’Sullivanem 5:1. W British Open Ebdon doszedł do trzeciej rundy, przegrywając z Jamesem Wattaną.

#### Sezon 1995/1996
W sezonie 1995/1996 Peter Ebdon zaliczył trzy razy drugie miejsce w turniejach rankingowych (w tym jedno na Mistrzostwach świata), lecz nie udało mu się wygrać żadnych z nich. Wygrał jednak wówczas trzy nierankingowe turnieje – Irish Masters, Malta Grand Prix oraz Scottish Masters.
Na początku sezonu, w turnieju Thailand Classic Peter Ebdon odpadł w drugiej rundzie, wygrywając jeden mecz. W Grand Prix odpadł z kolei w trzeciej rundzie, ponosząc porażkę 3:5 z Joem Swailem.
Występ w UK Championship zakończył osiągając drugie miejsce. W drodze do finału pokonał m.in. Nigela Bonda, Stephena Lee czy Andy’ego Hicksa. W finale przegrał 3:10 ze Stephenem Hendrym.
W Welsh Open Ebdon odpadł w ćwierćfinałach, przegrywając 3:5 z Markiem Williamsem. Najgorszy występ w sezonie zaliczył w turnieju International Open, przegrywając już w pierwszej rundzie 4:5 z Joem Johnsonem. Nadrobił to jednak turniejem European Open, rozgrywanym na Malcie, gdzie doszedł aż do finału, w którym przegrał z Johnem Parrottem wynikiem 7:9. W turnieju Thailand Open doszedł do półfinałów.

#### Sezon 1996/1997
W sezonie 1996/1997 Ebdon zdobył drugie w swojej karierze zwycięstwo w turnieju rankingowym. Wygrał on turniej Thailand Open w 1997, pokonując w finale 9:7 Nigela Bonda. W drodze do finału Peter Ebdon wyeliminował m.in. Johna Parrotta wynikiem 5:0 (w ćwierćfinałach) oraz Ronniego O’Sullivana wynikiem 5:1 (w półfinałach).
Poza turniejem Thailand Open, sezon ten należał do jednego z najbardziej nieudanych w karierze Ebdona. W Grand Prix oraz UK Championship odpadł w pierwszej rundzie, a w German Open – już w kwalifikacjach. W Welsh Open odpadł w drugiej rundzie, przegrywając 4:5 z Fergalem O’Brienem.
W pozostałych turniejach tego sezonu, Ebdon zaprezentował lepszą formę. W International Open oraz British Open doszedł do półfinałów, a w European Open odpadł w ćwierćfinałach, przegrywając z Kenem Dohertym wynikiem 3:5.

#### Sezon 1997/1998
W tym sezonie największym osiągnięciem Petera Ebdona (oprócz Mistrzostw świata) było dojście do półfinałów turnieju Welsh Open, gdzie przegrał 1:6 z Paulem Hunterem. Doszedł również do ćwierćfinałów turnieju Thailand Open, w których został wyeliminowany przez Johna Parrotta – przegrał wynikiem 0:5.
W UK Championship 1997 Ebdon odpadł w trzeciej rundzie, przegrywając 5:9 z Jasonem Prince’em. W turnieju Scottish Open odpadł w czwartej rundzie po porażce 3:5 z Fergalem O’Brienem.
Drugi rok z rzędu nie udało się mu zakwalifikować do turnieju German Open. Na Grand Prix, przegrał swój pierwszy mecz wynikiem 3:5 z Jonathanem Birchem.

#### Sezon 1998/1999
W tym sezonie największym osiągnięciem Petera Ebdona było osiągnięcie ćwierćfinałów w Grand Prix, gdzie przegrał 3:5 z Marco Fu, oraz w turnieju British Open, gdzie przegrał 4:5 z Fergalem O’Brienem.
W pozostałych turniejach Ebdon zaprezentował się następująco:
| Turniej             | Czas odbywania się               | Osiągnięcie    | Wynik przegranej              |
| ------------------- | -------------------------------- | -------------- | ----------------------------- |
| UK Championship     | 16 listopada – 21 listopada 1998 | Pierwsza runda | Peter Ebdon 4 : 9 Paul Davies |
| Irish Open          | 15 grudnia – 20 grudnia 1998     | Druga runda    | Peter Ebdon 4 : 5 Tony Drago  |
| Welsh Open          | 25 stycznia – 31 stycznia 1999   | Trzecia runda  | Peter Ebdon 3 : 5 Joe Swail   |
| Scottish Open       | 15 lutego – 21 lutego 1999       | Trzecia runda  | Peter Ebdon 0 : 5 Stephen Lee |
| Thailand Masters    | 1 marca – 7 marca 1999           | Druga runda    | Peter Ebdon 1 : 5 Steve Davis |
| China International | 8 marca – 14 marca 1999          | Druga runda    | Peter Ebdon 3 : 5 Stephen Lee |

#### Sezon 1999/2000
W sezonie 1999/2000 Ebdon wypadł najlepiej w turnieju British Open, osiągając drugie miejsce. W finale przegrał ze Stephenem Hendrym wynikiem 5:9.
Poza tym sukcesem reszta sezonu była niekorzystna; w China Open odpadł w pierwszej rundzie, w UK Championship przegrał 3:5 z Barrym Pinchesem w trzeciej rundzie. W trzeciej rundzie odpadł również w Grand Prix, tym razem ponosząc porażkę z Pakistańczykiem Shokatem Alim.
W rezultacie, w sezonie 1998/1999 Ebdon zaliczył spadek w światowym rankingu snookera o 6 miejsc, z pozycji 7 na 13.

#### Sezon 2000/2001
W tym sezonie Peter Ebdon zdobył dwa zwycięstwa w rankingowych turniejach. Pierwsze w turnieju British Open, gdzie w finale pokonał Jimmy’ego White’a wynikiem 9:6. W ćwierćfinałach pokonał Ronniego O’Sullivana wynikiem 5:3, a w półfinałach wygrał 6:2 ze Szkotem Alanem McManusem.
Drugie zwycięstwo zdobył w turnieju Scottish Open – w finale odniósł zwycięstwo 9:7 z Kenem Dohertym. W drodze do finału pokonał m.in. Graeme Dotta, Marka Williamsa oraz Alana McManusa.
W Grand Prix Ebdon odpadł w trzeciej rundzie, przegrywając wynikiem 2:5 z Brianem Morganem. W UK Championship 2000 odpadł w siódmej rundzie po porażce 9:4 z Johnem Higginsem, a w turnieju China Open w drugiej rundzie, 2:5 ze Stephenem Hendrym.
W nierankingowym turnieju Masters wygrał tylko jeden mecz i odpadł w ćwierćfinałach, po przegranym meczu z Paulem Hunterem, wynikiem 3:6. W turnieju Thailand Open Ebdon przegrał swój pierwszy mecz z Adrianem Gunnellem, wynikiem 5:1.

#### Sezon 2001/2002
Sezon 2001/2002 okazał się dla Ebdona bardzo korzystny (ze względu m.in. wygrania Mistrzostw świata).
Peter Ebdon w LG Cup zajął drugie miejsce, w finale przegrywając 4:9 ze Stephenem Lee. W drodze do finału Ebdon pokonał Anthony’ego Hamiltona wynikiem 5:4, następnie tym samym wynikiem pokonał Paula Huntera. W ćwierćfinałach wygrał z Ronnie O’Sullivanem, również 5:4, a w półfinałach rozegrał zwycięski mecz z Joem Swailem, który zakończył się wynikiem 6:3.
Również drugie miejsce zaliczył w turnieju Irish Masters. W ćwierćfinałach wygrał mecz z Markiem Williamsem wynikiem 6:4, a w półfinałach wygrał 6:3 z Kenem Dohertym. W finałowym meczu zmierzył się z Johnem Higginsem, przegrywając wynikiem 10:3.
W pozostałych turniejach Peter Ebdon zaprezentował się następująco:
| Turniej          | Czas odbywania się             | Osiągnięcie    | Wynik przegranej                    |
| ---------------- | ------------------------------ | -------------- | ----------------------------------- |
| UK Championship  | 3 grudnia – 16 grudnia 2001    | Ćwierćfinały   | Peter Ebdon 8 : 9 Ronnie O’Sullivan |
| Welsh Open       | 23 stycznia – 27 stycznia 2002 | Ćwierćfinały   | Peter Ebdon 4 : 5 Paul Hunter       |
| Masters          | 3 lutego – 10 lutego 2002      | Ćwierćfinały   | Peter Ebdon 5 : 6 Paul Hunter       |
| China Open       | 24 lutego – 3 marca 2002       | Pierwsza runda | Peter Ebdon 3 : 5 Quinten Hann      |
| Thailand Masters | 4 marca – 10 marca 2002        | Druga runda    | Peter Ebdon 1 : 5 Fergal O’Brien    |
| Scottish Open    | 6 kwietnia – 14 kwietnia 2002  | Półfinały      | Peter Ebdon 3 : 6 David Gray        |

#### Sezon 2002/2003
W sezonie 2002/2003 Peter Ebdon nie wygrał żadnego turnieju, osiągając w turniejach snookerowych następujące wyniki:
| Turniej          | Czas odbywania się                    | Osiągnięcie    | Wynik przegranej                    |
| ---------------- | ------------------------------------- | -------------- | ----------------------------------- |
| Scottish Masters | 24 września – 29 września 2002        | Ćwierćfinały   | Peter Ebdon 4 : 6 Stephen Hendry    |
| LG Cup           | 5 października – 13 października 2002 | Druga runda    | Peter Ebdon 4 : 5 Fergal O’Brien    |
| British Open     | 9 listopada – 17 listopada 2002       | Trzecia runda  | Peter Ebdon 3 : 5 Alan McManus      |
| UK Championship  | 7 grudnia – 15 listopada 2002         | Półfinały      | Peter Ebdon 3 : 9 Mark Williams     |
| Welsh Open       | 22 stycznia – 26 stycznia 2003        | Pierwsza runda | Peter Ebdon 2 : 5 Michael Holt      |
| Masters          | 2 lutego – 9 lutego 2003              | Druga runda    | Peter Ebdon 5 : 6 Jimmy White       |
| European Open    | 11 marca – 16 marca 2003              | Półfinały      | Peter Ebdon 3 : 6 Ronnie O’Sullivan |
| Irish Masters    | 25 marca – 30 marca 2003              | Druga runda    | Peter Ebdon 2 : 5 Quinten Hann      |
| Scottish Open    | 5 kwietnia – 13 kwietnia 2003         | Druga runda    | Peter Ebdon 2 : 5 Allister Carter   |

#### Sezon 2003/2004
W sezonie 2003/2004 Peter Ebdon odniósł zwycięstwo w turnieju rankingowym Irish Masters. Odnosił zwycięstwa kolejno: w pierwszej rundzie nad Ianem McCullochiem 5:2, w drugiej rundzie 5:3 nad Nigelem Bondem, a w ćwierćfinałach 6:2 z Ronnie O’Sullivanem. W półfinałach, po zaciętym meczu pokonał Quintena Hanna wynikiem 6:5, a w finale wygrał 10:7 z Markiem Kingiem. Było to jego dziewiąte zwycięstwo w turnieju snookerowym, w tym szóste w snookerowym turnieju rankingowym.
Kolejnym udanym występem Petera Ebdona był udział w turnieju Daily Record Players Championship, w którym doszedł aż do półfinałów. Po zaciętej walce z Jimmym White’em przegrał ostatecznie 5:6. Wcześniej pokonał Marka Williamsa, Graeme Dotta oraz Stuarta Binghama.
W nierankingowym turnieju Masters Ebdon pokonał australijskiego gracza Quintena Hanna i doszedł do ćwierćfinałów, przegrywając w nim z Jimmym White’em wynikiem 4:6.
W pozostałych turniejach Ebdon nie odniósł większych sukcesów. W European Open odpadł w pierwszej rundzie, po meczu przegranym ze Stephenem Maguire’em wynikiem 4:5. W Welsh Open odpadł w trzeciej rundzie, przegrywając tym samym wynikiem, 4:5, z Alanem McManusem. Podczas turnieju UK Championship przegrał w trzeciej rundzie z Quintenem Hannem wynikiem 6:9. W British Open odpadł w trzeciej rundzie (po porażce 3:5 z Matthew Stevensem), a w LG Cup przegrał z Barrym Hawkinsem w drugiej rundzie (wynikiem 4:5).

#### Sezon 2004/2005
W tym sezonie Peter Ebdon nie wygrał żadnego turnieju ani nie zajął drugiego miejsca w żadnym turnieju. Największym jego sukcesem było dojście do półfinałów nierankingowych zawodów Masters. Pokonał go tam John Higgins wynikiem 3:6. Przed tym Ebdon wyeliminował w ćwierćfinałach Steve’a Davisa wynikiem 6:1, a w drugiej rundzie pokonał 6:0 Davida Graya.
W turnieju Welsh Open Ebdon doszedł do ćwierćfinałów, przed tym pokonawszy Joego Perry’ego wynikiem 5:4 oraz Davida Graya 5:3. Przegrał z Barrym Hawkinsem wynikiem 3:5.
Podczas snookerowego Grand Prix Ebdon odpadł w trzeciej rundzie, po meczu przegranym z Markiem Selbym wynikiem 3:5. W British Open niespodziewanie przegrał swój pierwszy mecz z Barrym Hawkinsem, również wynikiem 3:5. Odpadł w trzeciej rundzie turnieju UK Championship, po wyrównanym, lecz przegranym 8:9 meczu ze Stephenem Lee. W Malta Cup odpadł w drugiej rundzie po porażce 5:2 z Johnem Higginsem.
W Irish Masters Ebdon odpadł w pierwszej rundzie, po meczu przegranym 5:4 z Dave’em Haroldem. W ostatnim turnieju w sezonie (pomijając Mistrzostwa świata), China Open, Ebdon poniósł porażkę w pierwszej rundzie przegrywając 0:5 z młodym, dopiero wkraczającym w świat profesjonalnego snookera chińskim zawodnikiem Dingiem Junhui.

#### Sezon 2005/2006
W sezonie 2005/2006 największym sukcesem Ebdona było drugie miejsce na Mistrzostwach świata (→Udział w Mistrzostwach świata). W pozostałych turniejach snookerowych Anglik zaprezentował się następująco:
| Turniej                 | Czas odbywania się                    | Osiągnięcie    | Wynik przegranej                    |
| ----------------------- | ------------------------------------- | -------------- | ----------------------------------- |
| Northern Ireland Trophy | 15 sierpnia – 21 sierpnia 2005        | Druga runda    | Peter Ebdon 0 : 4 Alan McManus      |
| Grand Prix              | 8 października – 16 października 2005 | Druga runda    | Peter Ebdon 3 : 5 Barry Hawkins     |
| UK Championship         | 5 grudnia – 18 grudnia 2005           | Trzecia runda  | Peter Ebdon 7 : 9 Allister Carter   |
| Masters                 | 15 stycznia – 22 stycznia 2006        | Ćwierćfinały   | Peter Ebdon 2 : 6 Ronnie O’Sullivan |
| Malta Cup               | 30 stycznia – 5 lutego 2006           | Pierwsza runda | Peter Ebdon 4 : 5 Stuart Bingham    |
| Welsh Open              | 27 lutego – 5 marca 2006              | Druga runda    | Peter Ebdon 0 : 5 Joe Swail         |
| China Open              | 19 marca – 26 marca 2006              | Druga runda    | Peter Ebdon 0 : 5 John Higgins      |

#### Sezon 2006/2007
W sezonie 2006/2007 Peter Ebdon zdobył zwycięstwo w turnieju rankingowym UK Championship.
W trzeciej rundzie pokonał on 9:4 Stuarta Binghama, a następnie w ćwierćfinałach wygrał z faworytem turnieju, Dingiem Junhui wynikiem 9:5. W półfinale zmierzył się ze Szkotem Johnem Higginsem i wygrał 9:7, przechodząc do finału. W finałowym meczu spotkał się ze szkockim snookerzystą, Stephenem Hendrym. Pierwsza sesja meczu była wyrównana i zakończyła się wynikiem 4:4. W drugiej sesji słabsza forma Stephena Hendrego pozwoliła Ebdonowi wygrać cztery frejmy z rzędu, doprowadzając do stanu 8:4. Hendry zrewanżował się później wygrywając dwa kolejne frejmy, jednak seria błędów Hendry’ego spowodowała, że Ebdon wygrał mecz 10:6.
W turnieju Northern Ireland Trophy Ebdon odpadł już w drugiej rundzie, w meczu z Dominikiem Dale’em, który zakończył się wynikiem 5:3 na korzyść Walijczyka. W jednodniowym Pot Black Ebdon odpadł w półfinałach – w ćwierćfinałach wygrał 61:20, a później przegrał 81:0 z Johnem Higginsem. W Grand Prix Peter Ebdon nie wyszedł z grupy. W zaproszeniowym turnieju Masters Ebdon przegrał 3:6 w drugiej rundzie z chińskim snookerzystą Dingiem Junhui, który zrewanżował się za ćwierćfinały UK Championship.
W Malta Cup Ebdon doszedł do półfinałów, gdzie przegrał 3:6 z Walijczykiem Ryanem Dayem. Przedtem, w drugiej rundzie Ebdon wygrał 5:2 ze Stephenem Maguire’em, a w ćwierćfinałach pokonał Irlandczyka Kena Doherty’ego wynikiem 5:3.
W Welsh Open Peter Ebdon odpadł w drugiej rundzie przegrywając z Dave’em Haroldem. Mecz odbył się na wyrównanym poziomie i w dziewiątym frejmie, przy stanie 4:4 i przy wyrównanym stanie punktowym, Peter Ebdon ustawił snookera za czarną bilą, jednak niespodziewanie wpadła mu bila zielona i musiał on sam wyjść z własnego snookera. Nie udało mu się, popełnił faul i Dave Harold wygrał mecz 5:4.
W China Open Ebdon przegrał w swoim pierwszym meczu z Joem Swailem 3:5.

#### Sezon 2007/2008
W sezonie 2007/2008 Peter Ebdon nie wygrał żadnego turnieju, osiągając następujące wyniki:
| Turniej                 | Czas odbywania się                     | Osiągnięcie    | Wynik przegranej                   |
| ----------------------- | -------------------------------------- | -------------- | ---------------------------------- |
| Shanghai Masters        | 6 sierpnia – 12 sierpnia 2007          | Pierwsza runda | Peter Ebdon 3 : 5 Dave Harold      |
| Grand Prix              | 13 października – 21 października 2007 | Ćwierćfinał    | Peter Ebdon 3 : 5 Shaun Murphy     |
| Northern Ireland Trophy | 4 listopada – 11 listopada 2007        | Ćwierćfinał    | Peter Ebdon 3 : 5 Shaun Murphy     |
| UK Championship         | 8 grudnia – 16 grudnia 2007            | Pierwsza runda | Peter Ebdon 8 : 9 Ian McCulloch    |
| Masters                 | 13 stycznia – 20 stycznia 2008         | Ćwierćfinał    | Peter Ebdon 1 : 6 Stephen Lee      |
| Welsh Open              | 11 lutego – 17 lutego 2008             | Druga runda    | Peter Ebdon 1 : 5 Joe Perry        |
| China Open              | 24 marca – 30 marca 2008               | Druga runda    | Peter Ebdon 2 : 5 Mark J. Williams |

Ponadto Ebdon wziął udział w 2 innych turniejach nierankingowych. W Malta Cup zajął trzecie miejsce w swojej grupie i nie awansował do półfinałów, natomiast w jednodniowym Pot Black przegrał w swoim pierwszym meczu z Shaunem Murphym

#### Sezon 2008/2009
Peter Ebdon podczas ostatniego frejma w meczu z Copem (podczas 2 rundy Grand Prix) położył się na chwilę na podłodze (na plecach). Był to gest odnoszący się do faktu, iż Cope będąc w pozycji snookera, odpowiedział przypadkowo innym snookerem. Po podniesieniu się z podłogi, Ebdon nie potrafił wyjść z tej sytuacji i zostawił grę Cope’owi a ten wygrał mecz.
5 kwietnia 2009 roku Ebdon wygrał rankingowy turniej China Open pokonując w finale Johna Higginsa 10:8.

#### Sezon 2009/2010
Początek sezonu 2009/2010 nie był dla Ebdona udany. W turnieju Shanghai Masters odpadł już w pierwszej rundzie rozgrywek ulegając Liangowi Wenbo 1-5. Turniej Grand Prix był bardziej udany. Tutaj Peter Ebdon doszedł do ćwierćfinału pokonując kolejno Lianga Wenbo i Marka Davisa, ulegając jednak Dingowi Junhuiowi 2-5. W UK Championship zaś doszedł do drugiej rundy, pokonując Judda Trumpa 9-4, przegrywając później z Ronnie O’Sullivanem 3-9.
W pierwszej połowie stycznia, Ebdon brał udział w nierankingowym, lecz bardzo prestiżowym turnieju Masters. Doszedł w nim do ćwierćfinału, w którym przegrał z Ronnie O’Sullivanem 3-6. W pierwszej rundzie zaś pokonał Australijczyka Neila Robertsona.
Występu w turnieju Welsh Open 2010 na pewno nie można zaliczyć do udanych. Peter Ebdon przegrał w nim już w pierwszej rundzie ulegając Barry’emu Hawkinsowi 0-5.
W turnieju China Open Ebdon doszedł do ćwierćfinału eliminując w pierwszej rundzie Judda Trumpa 5:4, w drugiej pokonując Neila Robertsona 5:1 (Robertson zdobył w tym meczu breaka maksymalnego). W ćwierćfinale przegrał z Dingiem Junhuiem 2:5.
Po zakończeniu sezonu Ebdon spadł na 18. miejsce na liście rankingowej na sezon 2010/2011 – tym samym stracił automatyczną kwalifikacje do wszystkich turniejów rankingowych tego sezonu.

### Zwycięstwa w turniejach
Peter Ebdon łącznie wygrał osiem turniejów rankingowych oraz trzy nierankingowe (wszystkie trzy w sezonie 1995/1996). Poniżej znajduje się ich chronologiczna lista.
| Turniej                          | Rok  |
| -------------------------------- | ---- |
| Skoda Grand Prix                 | 1993 |
| Irish Masters (nierankingowy)    | 1995 |
| Malta Grand Prix (nierankingowy) | 1995 |
| Scottish Masters (nierankingowy) | 1996 |
| Thailand Open                    | 1997 |
| British Open                     | 2000 |
| Scottish Open                    | 2001 |
| Mistrzostwa świata               | 2002 |
| Irish Masters                    | 2004 |
| UK Championship                  | 2006 |
| China Open                       | 2009 |

### Udział wmistrzostwach świata

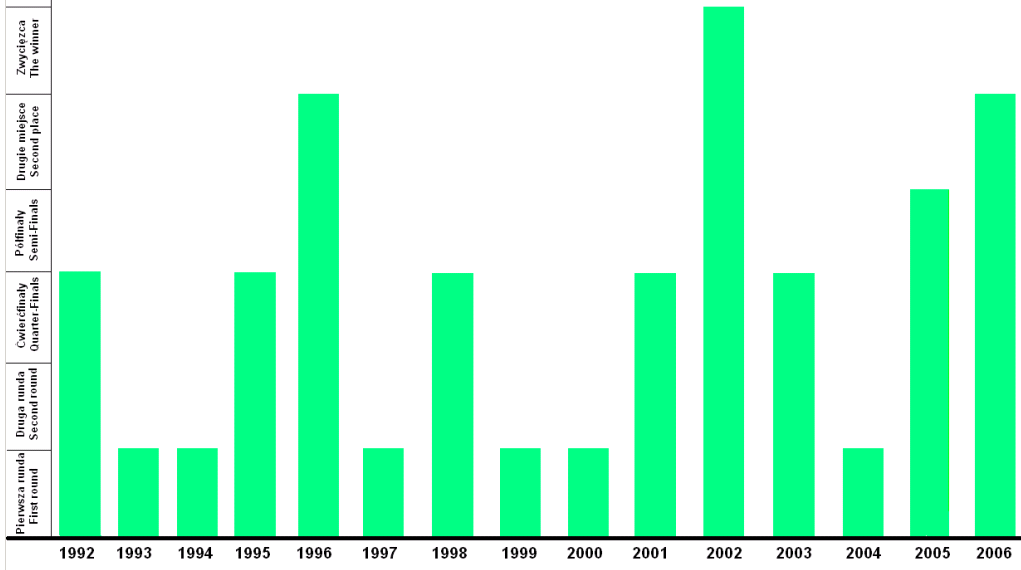
Wykres ukazujący osiągnięcia Ebdona na Mistrzostwach świata

#### 1992–1999
Po raz pierwszy Peter Ebdon zakwalifikował się do mistrzostw świata w 1992, co było udanym debiutem; doszedł wówczas do ćwierćfinału. Rok później odpadł w pierwszej rundzie po grze z tym samym graczem, co poprzednim razem – Steve’em Davisem. W 1995 doszedł do ćwierćfinału; wygrał 29 000 funtów.
Na mistrzostwach świata w 1996 Peter Ebdon zdobył drugie miejsce, pokonawszy szereg dobrych zawodników. Dzięki temu, że osiągnął wówczas również najwyższy break mistrzostw (144), łącznie zainkasował nagrodę w wysokości 128 500 funtów. Koniec lat 90 XX wieku nie był dla Anglika udany; w 1998 roku doszedł do ćwierćfinału, w którym przegrał z Markiem Williamsem.
|    | 1992                    | 1993                 | 1994                   | 1995                 |
| -- | ----------------------- | -------------------- | ---------------------- | -------------------- |
| 1R | 10:4 Steve Davis        | 3:10 ze Steve Davis  | 6:10 James Wattana     | 10:2 Rod Lawler      |
| 2R | 13:4 Martin Clark       |                      |                        | 13:7 Mark Davis      |
| ¼F | 7:13 Terry Griffiths    |                      |                        | 8:13 Andy Hicks      |
| ½F |                         |                      |                        |                      |
| F  |                         |                      |                        |                      |
|    | 1996                    | 1997                 | 1998                   | 1999                 |
| 1R | 10:1 Dene O’Kane        | 3:10 Stefan Mazrocis | 10:3 Terry Murphy      | 7:10 Matthew Stevens |
| 2R | 13:12 Jimmy White       |                      | 13:5 Fergal O’Brien    |                      |
| ¼F | 13:10 Steve Davis       |                      | 11:13 Mark J. Williams |                      |
| ½F | 16:14 Ronnie O’Sullivan |                      |                        |                      |
| F  | 12:18 Stephen Hendry    |                      |                        |                      |

#### 2000–2009
W 2000 roku Ebdon odpadł w pierwszej rundzie, pokonany przez Dominica Dale’a, by w 2001 dojść do ćwierćfinału, w którym Ronnie O’Sullivan zrewanżował mu się za półfinał z 1996 roku.
Rok później, w 2002 roku, Peter Ebdon został mistrzem świata. Rozegrał wówczas dwa długie i wyrównane pojedynki. W półfinale po 33 frejmach udało mu się pokonać Matthew Stevensa 17:16. W finale Peter Ebdon wygrał ze Szkotem Stephenem Hendrym ostatnim frejmem (ostateczny wynik – 18:17), rewanżując się tym samym za finał mistrzostw w 1996. Była to dla Ebdona udana rozgrywka także dlatego, że zaliczył cztery ponadstupunktowe breaki – 140, 134, 111 oraz 103.
W następnym roku Anglikowi nie udało się obronić tytułu – po bardzo wyrównanym spotkaniu zatrzymał go wówczas Paul Hunter. 2004 rok okazał się jeszcze mniej udany, ponieważ Ebdon odpadł w pierwszej rundzie, przegrawszy z Ianem McCullochem 8:10. W 2005 roku były mistrz świata pokazał dobrą formę; pokonany został dopiero w półfinale przez przyszłego mistrza świata Shauna Murphy’ego. Ebdon zrewanżował się za tę porażkę rok później – pokonał Murphy’ego w ćwierćfinale. Odpadł dopiero w finale, w którym przegrał z Graemem Dottem. Podczas finałowej rozgrywki zdobył dwa stupunktowe breaki (117 i 100) oraz jeden break 99-punktowy. W 2007 roku odpadł w drugiej rundzie; pokonał go przyszły finalista, Mark Selby.
W 2008 w pierwszej rundzie Ebdon wygrał po zaciętym pojedynku z debiutującym w Crucible Theatre Jamiem Cope’em 10:9, a odpadł w ćwierćfinale, po przegranej 9:13 z Allisterem Carterem. W tym pojedynku Ebdon atakował break maksymalny, ale zakończył podejście po 113 punktach (spudłował piętnastą czarną bilę). W następnym frejmie break ten został osiągnięty przez Cartera.
W mistrzostwach 2009 roku Peter Ebdon odpadł w pierwszej rundzie, po przegranej z nierozstawionym Nigelem Bondem. Ebdon przegrał w tym meczu pierwszą sesję 3:5 (została ona przerwana po ośmiu partiach ze względu na wolne tempo meczu). W drugiej sesji wygrał dwa pierwsze frejmy, ale potem jego przeciwnik wygrał pięć frejmów z rzędu, zwyciężając tym samym 5:10.
|    | 2000                    | 2001                   | 2002                  | 2003                 | 2004               |
| -- | ----------------------- | ---------------------- | --------------------- | -------------------- | ------------------ |
| 1R | 6:10 Dominic Dale       | 10:8 James Wattana     | 10:4 Michael Judge    | 10:3 Gerard Greene   | 8:10 Ian McCulloch |
| 2R |                         | 13:12 Stephen Lee      | 13:7 Joe Perry        | 13:5 Tony Drago      |                    |
| ¼F |                         | 6:13 Ronnie O’Sullivan | 13:6 Anthony Hamilton | 12:13 Paul Hunter    |                    |
| ½F |                         |                        | 17:16 Matthew Stevens |                      |                    |
| F  |                         |                        | 18:17 Stephen Hendry  |                      |                    |
|    | 2005                    | 2006                   | 2007                  | 2008                 | 2009               |
| 1R | 10:2 Quinten Hann       | 10:8 Michael Holt      | 10:7 Nigel Bond       | 10:9 Jamie Cope      | 5:10 Nigel Bond    |
| 2R | 13:9 Stephen Lee        | 13:2 David Gray        | 8:13 Mark Selby       | 13:9 Mark King       |                    |
| ¼F | 13:11 Ronnie O’Sullivan | 13:7 Shaun Murphy      |                       | 9:13 Allister Carter |                    |
| ½F | 12:17 Shaun Murphy      | 17:16 Marco Fu         |                       |                      |                    |
| F  |                         | 14:18 Graeme Dott      |                       |                      |                    |

#### 2010

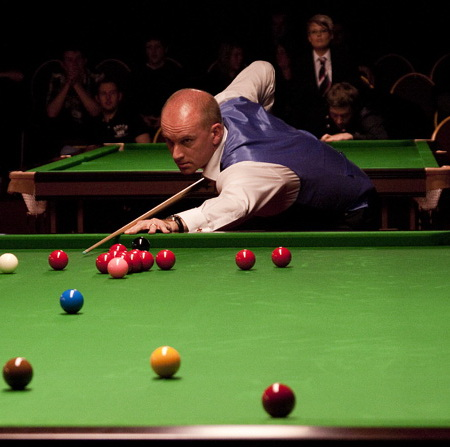
Peter Ebdon, 2010

W 2010 roku Ebdon odpadł z turnieju o tytuł mistrza świata w pierwszej rundzie (przegrana 5:10 z Graeme Dottem). Pierwsza sesja tego meczu zakończyła się wynikiem 7:2 dla Dotta. W drugiej odsłonie pojedynku Ebdon nie był w stanie zniwelować tej straty.

### Miejsca wświatowym rankingu snookerowym
| Sezon     | Miejsce | Różnica miejsc |
| --------- | ------- | -------------- |
| 1994/1995 | 10      | –              |
| 1995/1996 | 10      | → 0            |
| 1996/1997 | 3       | ↑ 7            |
| 1997/1998 | 5       | ↓ 2            |
| 1998/1999 | 7       | ↓ 2            |
| 1999/2000 | 13      | ↓ 6            |
| 2000/2001 | 12      | ↑ 1            |
| 2001/2002 | 7       | ↑ 5            |
| 2002/2003 | 3       | ↑ 4            |
| 2003/2004 | 7       | ↓ 4            |
| 2004/2005 | 8       | ↓ 1            |
| 2005/2006 | 7       | ↑ 1            |
| 2006/2007 | 7       | → 0            |
| 2007/2008 | 6       | ↑ 1            |
| 2008/2009 | 9       | ↓ 3            |
| 2009/2010 | 14      | ↓ 5            |
| 2010/2011 | 18      | ↓ 4            |

### Breaki
- W ciągu swojej zawodowej kariery Ebdon zrobił dwa maksymalne breaki – 147.
- Do końca sezonu 2011/2012, na swoim koncie zapisał 286 breaków stupunktowych.

### Styl gry
Peter Ebdon prezentuje specyficzny styl gry, nazywany przez część fanów snookera – „ebdoniarskim”. Ebdon znany jest z wolnego stylu gry, także w stosunku do prostych zagrań. Preferuje rozgrywkę defensywną, a jego zagrania są przemyślane i układają się w taktyczną całość. Dzięki takiej grze Ebdon nierzadko wygrywa nawet kilka frejmów z rzędu. Potrafi również odrobić sporą stratę w meczu, w sytuacji, gdy jego przeciwnikowi brakuje tylko jednej partii do zwycięstwa.
Wolny styl gry Peter Ebdon stosował także podczas meczu z Ronnie O’Sullivanem na Mistrzostwach świata 2005. Ebdon potrzebował 5 minut na wbicie zaledwie dwunastopunktowego breaka, natomiast Ronnie O’Sullivan w czasie 5 minut i 20 sekund wbił jednego ze swoich maksymalnych (147-punktowych) breaków. Średni czas wykonania jednego zagrania przez Ebdona waha się od 25 do 30 sekund, podczas gdy czas innych zawodników wynosi najczęściej kilka sekund.
Peter Ebdon jest jednym z nielicznych graczy, który podczas zagrania nie patrzy, ani na zagrywaną bilę, ani na bilę białą tylko na kieszeń, do której zagrywana bila ma wpaść.

### Krytyka
Na Mistrzostwach świata w 2005 posądzano Petera Ebdona, że celowo swoim zachowaniem próbował wyprowadzić z równowagi obrońcę tytułu Ronniego O’Sullivana. Udało mu się to i wyeliminował go w ćwierćfinale.

### Zarobki
Peter Ebdon podczas wszystkich turniejów snookerowych łącznie zdobył sumę 3 639 502 funtów.

### Życie prywatne
- W 2005 Peter Ebdon wyemigrował wraz z rodziną do Dubaju. Pytany o powody wyjazdu, w wywiadzie dla BBC podał niski poziom przestępczości, niskie podatki i lepsze warunki atmosferyczne w odróżnieniu do Anglii oraz to, że panujący tam styl życia oraz środowisko pomyślnie wpłynie na wychowanie jego dzieci;
- Prywatnie Ebdon jest żonaty z Deborah, i posiada czwórkę dzieci: Clarissę (ur. 1993), Tristana (ur. 1997), Ethana (ur. 1998) oraz Ruby May (ur. 8 maja 2000);
- W młodości Peter Ebdon uczył się w szkole muzycznej gry na oboju oraz na pianinie. Lubił także słuchać muzyki poważnej;
- Jego zdjęcie posłużyło jako okładka do muzycznego singla Davida Bruce’a Cassidy’ego o nazwie I am a Clown (język angielski: Jestem klaunem);
- Jak przyznaje w wywiadach, codziennie regularnie przepływa 1 milę (około 1,6 km), aby utrzymać się w dobrej formie fizycznej. Stosuje także ścisłą dietę;
- Peter Ebdon studiował łacinę i starożytną grekę, lecz nie zdał egzaminów (pomimo dobrych wyników osiąganych w nauce) i ryzykownie postanowił rozpocząć swoją karierę snookerową jako profesjonalny gracz. Po kilkunastu latach, w 2002 po tym jak zdobył mistrzostwo świata, dostał zaproszenie na spotkanie od swojego dawnego nauczyciela łaciny. Ebdon przyjechał na uczelnię, spotykając się z dawnymi nauczycielami oraz obecnymi uczniami[29].
- Jest fanem wyścigów konnych, posiada własną hodowlę koni wyścigowych.

#### Związane ze snookerem
- Peter Ebdon jest jedynym daltonistą wśród profesjonalnych graczy w snookera. Sam w wielu wywiadach przyznaje, że w pierwszych latach trenowania tego sportu miał wielkie trudności z odróżnieniem bil czerwonych od bili brązowej; nagminnie je mylił, lecz z czasem przyzwyczaił się do tego[30];
- Oficjalnymi sponsorami Petera Ebdona są firma Harlequin Property[31] oraz linie lotnicze Emirates Airlines[32].
- Jest pierwszym na świecie zawodnikiem snookerowym, który zrobił cztery ponad stupunktowe breaki podczas jednego, pięciofrejmowego meczu[33].
- Jest jednym z dziewięciu graczy, którzy zdobyli zarówno Mistrzostwo świata, jak i zwycięstwo w turnieju UK Championship (po Stevie Davisie, Stephenie Hendrym, Johnie Parrott, Ronnie O’Sullivanie, Johnie Higginsie, Marku Williamsie, Terrym Griffithsie oraz Alexie Higginsie).